# Gran Debate

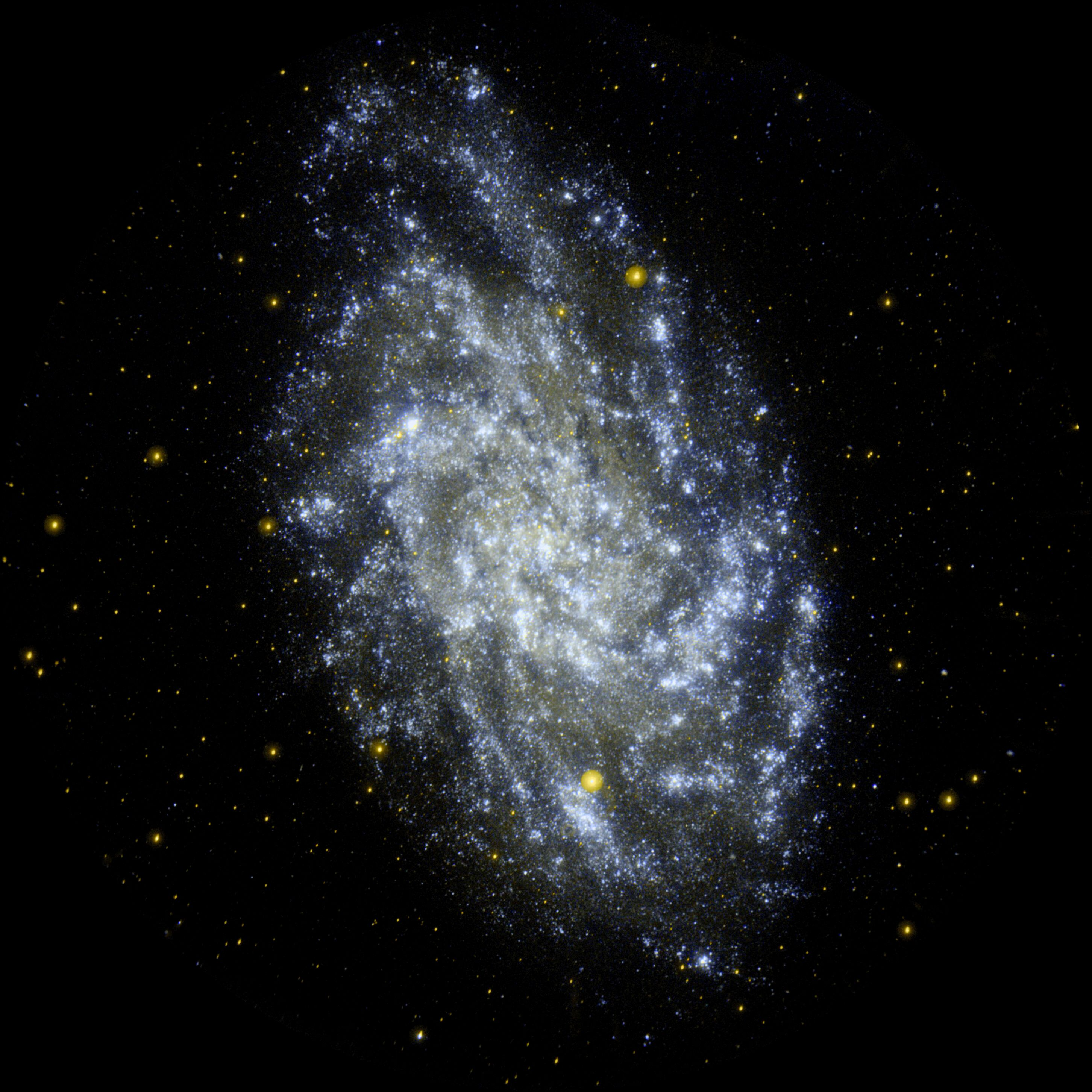
La galaxia del Triángulo (M33), en la cual Edwin P. Hubble identificó treinta y cinco cefeidas en 1926, permitiendo así medir su distancia y demostrar su naturaleza extragaláctica.

Gran Debate es el nombre que reciben los debates que tuvieron lugar el 26 de abril de 1920 sobre la naturaleza de lo que entonces se llamaba «nebulosas», y que son en realidad galaxias fuera de la Vía Láctea. La discusión se centró en la naturaleza y la distancia de estos objetos, y consecuentemente en su naturaleza galáctica o extragaláctica. La fecha más famosa de este debate es la del 26 de abril de 1920 en el Museo Nacional de Historia Natural del Instituto Smithsoniano. 
Los dos principales protagonistas de este debate fueron Harlow Shapley y Heber Doust Curtis. El primero defendía la idea de que el universo observable no se extiende más allá de la Vía Láctea; el segundo defendía la idea opuesta, basándose sobre todo en la observación de novas en lo que ahora se llama la galaxia de Andrómeda. 
El debate aprovechaba las observaciones de Vesto Slipher, quien en 1914 había detectado un cierto número de corrimientos hacia el rojo en algunas de esas nebulosas, cuya amplitud, relacionada por el efecto Doppler con su velocidad de desplazamiento, parecía indicar que estos objetos no estaban gravitacionalmente conectados con nuestra galaxia. 
Por su parte, Shapley participaba en la detección de movimientos en el seno de la nebulosa de Andrómeda, y tendía a pensar que este objeto tenía una extensión relativamente modesta y, por tanto, próxima a la del Sistema Solar. 
Ahora se sabe que esas mediciones eran erróneas y que no es posible detectar movimientos significativos dentro de la galaxia de Andrómeda en escalas de tiempo del orden de la duración de una vida humana. Por otra parte, se desconocen los elementos que llevaron a Shapley a pensar que había observado movimientos dentro de esos objetos. 
El Gran Debate lo cerró en 1925 o 1926 Edwin Hubble, quien, en buena medida gracias al trabajo de Henrietta Swan Leavitt, detectó cefeidas y muchas otras estrellas variables en varias de esas nebulosas (especialmente NGC 6822, M33, M32 y M31), que permiten medir su distancia y, por lo tanto, probar la naturaleza extragaláctica de estos objetos.